# Шурдешть
Шурдешть, Шурдешті (рум. Șurdești) — село у повіті Марамуреш в Румунії. Входить до складу комуни Шишешть.
Село розташоване на відстані 395 км на північний захід від Бухареста, 15 км на південний схід від Бая-Маре, 92 км на північ від Клуж-Напоки.

## Населення
За даними перепису населення 2002 року у селі проживали 1407 осіб. Рідною мовою 1404 особи (99,8%) назвали румунську.
Національний склад населення села:
| Національність | Кількість осіб | Відсоток |
| -------------- | -------------- | -------- |
| румуни         | 1396           | 99,2%    |
| угорці         | 5              | 0,4%     |